# Pietro Ulivi
Pietro Ulivi (Pistoia, 1806 – Pistoia, 1880) è stato un pittore italiano.

## Biografia

### Esordio
Iniziò gli studi all'Accademia di belle arti di Firenze avendo come maestro Giuseppe Bezzuoli e ricevette nel 1825 un premio scolastico per il disegno di figura. 

### Carriera
Su suggerimento del Bezzuoli si trasferì all'Accademia di belle arti di Bologna: qui nel 1830 vinse il Piccolo Premio Curlandese con il Tassoin atto di comporre il suo poema. Nel 1832 è premiato per il Protesilao ai piedi di Egesippo.
Inizia quindi un viaggio di studi che lo vede a Parma, Venezia e Modena dove ottiene diversi riconoscimenti accademici. Tornato nella natia Pistoia nel 1834, insegna al collegio Forteguerri nonché al Conservatorio di San Giovanni Battista; inoltre dipinge nel 1861 La spada di Castruccio e Un padre che benedice il figlio soldato.
All'esposizione nazionale italiana del 1861 espone tre ritratti e un Canestro d'uva e di frutta. Nel 1870 viene premiato per diversi ritratti dall'Accademia di Pistoia.

## Opere
- una volta affrescata nella villa Puccini di Scornio
- affreschi nel Duomo di Pistoia e in palazzo Vivarelli
- pale d'altare per le chiese del Carmine e dello Spirito Santo
- ritratto di Jean Charles Léonard Simonde de Sismondi (1836)
- ritratto di Louisa Grace Bartolini (1847)